# Androulla Vassiliou
Androulla Vassiliou (Ανδρούλλα Βασιλείου; Chipre, 30 de noviembre de 1943) es una política europea de origen chipriota, que ha ocupado diversas carteras departamentales en la Comisión Europea. En el actual Colegio de Comisarios de la Comisión Barroso II, Vassiliou es Comisaria de Educación, Cultura, Multilingüismo y Juventud. Es abogada de profesión, y está casada con el expresidente de Chipre Giórgos Vasileíou.
- Datos: Q262719
- Multimedia: Androulla Vassiliou / Q262719